# 蔡斯 (阿拉巴馬州)
蔡斯（英語：Chase）是一個位於美國阿拉巴馬州麥迪遜縣的非建制地區。該地的面積和人口皆未知。

## 地理
蔡斯的座標為34°47′00″N 86°32′48″W / 34.78333°N 86.54667°W，而該地的平均海拔高度為242米（即794英尺）。